# Kryptonita
Nas histórias relacionadas ao Superman e a Supergirl (histórias em quadrinhos, filmes e séries de TV), a kryptonita (português brasileiro) ou criptonite (português europeu)  é um mineral que tem o efeito principal de enfraquecer o (de outro modo invulnerável) qualquer kryptoniano.
O mineral, usualmente explicado como tendo sido criado dos restos do planeta natal do Superman e da Supergirl, Krypton, geralmente tem efeitos nocivos ao Superman e a Supergirl.  O nome "kryptonita" cobre uma variedade de formas do mineral, mas usualmente se refere à forma mais comum, a Kryptonita Verde.
O primeiro encontro de Superman e da Supergirl com a kryptonita não aconteceu nos quadrinhos. Foi na verdade introduzida em 1943 na série de rádio do Superman, tanto como um elemento de roteiro como para permitir que o ator que interpretava o Superman, Bud Collyer, pudesse ocasionalmente descansar. Demorou até 1949 para que as histórias em quadrinhos incorporassem esta ideia, tanto como um perigo e fraqueza conveniente como para adicionar um elemento interessante para suas histórias.
A primeira ideia de Kryptonita foi criada em 1940 pelo co-criador do Superman e da Supergirl, Jerry Siegel, em uma história que envolvia um pedaço de Krypton, chamado de "K-Metal", que roubava a força de Superman enquanto dava aos terráqueos super-poderes.
Curiosamente, no filme de 2006 Superman Returns foi dada a fórmula química do mineral, que quase coincidiu com o mineral Jadarita, descoberto no mesmo ano. Lex Luthor foi o primeiro vilão que achou a kryptonita.

## História

### Versões originais
Originalmente, o Universo DC possuía uma variedade de minerais coletivamente chamados de Kryptonita. A variedade mais comumente encontrada é verde, embora tenha sido colorida de vermelho na sua primeira aparição em Superman (1a. série) #61 (Novembro / Dezembro de 1949). Outras variedades de Kryptonita começaram a aparecer frequentemente a partir do final dos anos 50, alcançando um pico de aparições nas histórias do Superman dos anos 60.
A Kryptonita (essencialmente a verde) foi produzida do material do planeta Krypton, quando foi destruído em uma explosão. É normalmente encontrada na forma de uma rocha ou de um metal verde fosforescente, mas formas cristalinas apareceram algumas vezes (A Jóia de Kryptonita sendo o caso mais notável; ver Formas de Kryptonita abaixo) e várias variantes de cores diferentes tal como a Kryptonita Vermelha.
É possível criar artificialmente a Kryptonita Verde, que o arqui-vilão Lex Luthor realizou em várias ocasiões, bem como o Batman, em sua história mais famosa, Cavaleiro Das Trevas.

## Formas de Kryptonita

### Verde
A mais comum, é fatal a qualquer Kryptoniano, causa fortes dores e pode levar a morte se a Exposição à sua radiação for prolongada. Também afeta seres humanos caso fiquem expostos a radiação durante algumas horas. Ela também tem sua forma amplificada a ultra kriptonita.
A Kryptonita Verde também é eficaz para fortalecer e aumentar os poderes de Bizarro, e em Smallville ela é capaz de curar-lhe os ferimentos (tanto os mais leves quanto os mais graves).

### Vermelha
Criada quando uma chuva de meteoros de kriptonita verde passou por uma estranha nuvem de gás vermelho, causa uma de muitas mutações imprevisíveis em nível físico e mental em kriptonianos, envelhecendo, rejuvenescendo, dando membros extras, transformando em animais, mais ou menos inteligência, pode alterar as emoções do Super-Homem e da Supergirl, etc. Os efeitos duram de 24 a 48 horas, e nunca se repete um mesmo efeito e tambem varia o efeito de rebeldia. Aparentemente, cada pedaço de kryptonita vermelha só podia afetar um kryptoniano uma única vez, necessitando outro pedaço para um novo efeito (mas que nunca seria o mesmo). Às vezes é também chamada de Kryptonita Rubra. A Supergirl ja foi exposta a essa kryptonita na qual alterou seu psicológico fazendo ela ficar extremamente má e perigosa.

### Azul
Cura efeitos de outras kriptonitas em Superman e Supergirl (exceto a dourada) em Smallville foi criada por acidente com os mesmo efeitos da kriptonita preta só que em humanos e também em Smallville em alguns episódios ela tira os poderes dos kriptonianos que estiverem perto dela, deixando eles humanos a se estiver próximo a essa pedra. Nos Bizarros ela tem o mesmo efeito venenoso da Kryptonita Verde. No Filme Liga da Justiça, Crise das Duas Terras, Lex Luthor da Terra Alternativa, usou esta kryptonita para enfraquecer Ultraman, este dizendo que havia destruído o ultimo fragmento desta em sua realidade, porém Luthor disse ter conseguido esta em suas viagens em outras Terras.

### Preta
Em Smallville "As Aventuras do Superboy" ela foi usada em um episódio para separar o Clark kryptoniano do Clark criado na Terra, depois que ele entra na caverna e passa 3 meses em um treinamento. Quem oferece a pedra é o Dr. Swann à sua mãe, e ela consegue separá-lo num Superman mau e um Clark Kent bondoso e sem poderes, dividi-lo em um Superman azul e outro vermelho. A Supergirl foi exposta a essa kryptonita que também é chamada de harun-el foi usada para deter uma destruidora de mundos  no final da 3°temporada, e com a exposição da radiação fez com que criasse um clone dela na fronteira da Sibéria.
Lena Luthor criou um soro com o harun-el ou kryptonita preta, para curar doenças como câncer, tumores, ferimentos entre outros. Porém havia um efeito colateral que são os poderes de um kryptoniano comun em humanos.

### Rosa
Altera a orientação sexual dos kryptonianos - ou seja um kryptoniano hétero vira homossexual por um determinado tempo. Foi usada numa história da Supergirl pós-crise: Supergirl (vol. 4) #79, 2003, escrita por Peter David. Ela foi publicada no Brasil na mini-série em três edições Supergirl - Os Últimos Dias.
Nessa história, a Supergirl Kara Danvers troca de lugar com a Supergirl da Terra Ativa pré-crise. Ela cita um caso envolvendo a pedra em que aparentemente Superman flerta com Jimmy Olsen naquela realidade. Ou seja, não existe kryptonita rosa na Terra 0 (pós-52), apenas na antiga Terra Ativa.

### Branca
Ela aumenta os poderes de qualquer kryptoniano, mas é fatal para a vida vegetal e animal.

### Anti-Kryptonita
Possui o efeito inverso da Kryptonita Verde, ela não é letal aos Kryptonianos com poderes (criados sob um sol amarelo), mas é fatal aos Humanos Normais e kryptonianos sem poderes (sob um sol vermelho). Ela se formou no solo de Argo City, cidade kryptoniana da Supermoça.

### Kryptonitas artificiais
As formas artificiais da kriptonita como kriptonita X criada por Supergirl como uma cura potencial para a exposição a kriptonita. Ela dá poderes quase iguais aos do Superman para humanos normais temporariamente mas o efeito pode ser permanente ou a kriptonita roxa criada pelas safiras das estrelas a partir de um fragmento de kriptonita que paralisa Superman por 30 horas ou kriptonita escalena feita por Mxyzptlk para privar Superman de sua força ou kriptonita lenta feita por um único e inrecriavel experimento de cientistas da terra ela envenena tanto kriptonianos quanto humanos e por último a invisível que e uma kriptonita neutralizada.

### Dourada
O mais raro isótopo de kryptonita, elimina permanentemente os poderes de kryptonianos a menor contato, bem como qualquer possibilidade de vir a desenvolve-los. Nem mesmo a kryptonita X ou a azul pode devolvê-los.
- Na história alternativa  Superman/Batman: Gerações, quando Lois Lane foi capturada por Lex Luthor, e ela estava grávida de um filho de Superman, foi exposta a kryptonita dourada, removendo os poderes de seu filho. O filho deste filho também não demonstrou poderes.
- Numa história alternativa  com os Superfilhos, Superman expõe Superman Jr. a Kryptonita Dourada depois que julga o menino como sendo incapaz de lidar cuidadosamente com seus poderes.
- Na história alternativa  O que aconteceu ao Super-Homem?, Superman usa Kryptonita Dourada em si mesmo depois de ter matado MXYZPTLK. Em seguida, o herói saiu sem nenhum agasalho ao Ártico, onde supôs-se que ele morreu de hipotermia, pois agora era um humano comum.
- Quando Super se encontrava na Terra do Universo Compacto, ele usou a Kryptonita Dourada contra os criminosos kryptonianos General Zod, Zora e Quex-Ul, privando-os de seus poderes.

### Kryptonita Jóia
Criada pelo interno da Zona Fantasma Jax-Ur, esta não é realmente kryptonita, nem mesmo radioativa. Esta pedra permite aos internos da Zona Fantasma a poder influenciar o mundo fora da Zona. Eles podem focalizar suas forças de vontade na pedra a fim de criar os efeitos de poderes mentais que afetam seres e objetos na Terra, como hipnose, rajadas mentais, rajadas telecinéticas, ilusões e controle mental . Foi feita a partir de minerais de uma montanha em krypton.

### Versões televisivas
- Em um episódio de Super Amigos, Darkseid consegue um pedaço de kryptonita dourada num leilão intergalático. Ele quase conseguiu êxito em seu plano de retirar os poderes de Superman, mas foi logrado por Batman, que havia se disfarçado como o kryptoniano.
- Na Série Smallville que conta a historia do Superman enquanto este era jovem, ou seja quando era "Superboy" existem alguns tipos de kryptonita:
- Verde - É letal para o Superboy e todos os outros kryptonianos;
- Vermelha - Faz com que o lado negro (rebelde) de Superboy e Supergirl aflore. Esse lado mau de Clark e Kara é conhecido como 'Kal "Kara"'. Provavelmente a mesma coisa acontece como os outros kryptonianos;
- Preta - Divide (ou une) o Superboy e a Supergirl; ela é criada com kryptonita verde muito aquecida, ex: visão de calor disparada em uma Kryptonita Verde = Kryptonita Preta.
- Prateada - (Não é de fato uma kryptonita, e sim um pedaço da nave negra de ZOD) Deixa Superboy e Supergirlparanóicos. Provavelmente os outros kryptonianos também;
- Azul - Cura os efeitos de outras kryptonitas (exceto a dourada) nos kryptonianos, mas os deixam sem poderes enquanto a usam. É letal para o Bizarro;
- Em Supergirl temos uma kryptonita em duas ocasiões a primeira no episodio "Bizarro" nos é apresentado a verde e a azul;e no episodio "Falling" a vermelha; e no episodio Nevertheless, She Persisted temos a kriptonita prateada.